# Wissenschaftsjahr
Unter einem Wissenschaftsjahr versteht sich ein Motto, welches seit dem Jahr 2000 vom  Bundesministerium für Bildung und Forschung (BMBF) zusammen mit der Initiative Wissenschaft im Dialog jährlich neu formuliert und vielseitig betrachtet und behandelt wird. In jedem Wissenschaftsjahr steht eine Wissenschaftsdisziplin oder ein aktuelles Wissenschaftsthema im Mittelpunkt.
Die Wissenschaftsjahre sollen einen Austausch zwischen Wissenschaft und Öffentlichkeit ermöglichen: Das Publikum soll stärker für Wissenschaften interessiert und zum gesellschaftspolitischen Dialog über Forschung befähigt, Entwicklungen in der Forschung transparenter und zugänglicher werden.
Außer der Vermittlung der Themen und der wissenschaftlichen Inhalte sollen die Wissenschaftsjahre gesellschaftliche Debatten über Entwicklungen in Wissenschaft und Forschung anstoßen und vorantreiben. Wissenschaftsjahre sind geprägt von zahlreichen Aktivitäten, darunter Ausstellungen, Wettbewerbe und verschiedene Dialogformate. Seit 2007 richtet das BMBF auch Internationale Wissenschaftsjahre in Kooperation mit Partnerländern aus.

## Übersicht
- 2000: Jahr der Physik
- 2001: Jahr der Lebenswissenschaften
- 2002: Jahr der Geowissenschaften
- 2003: Jahr der Chemie
- 2004: Jahr der Technik
- 2005: Jahr der Physik / Einsteinjahr (Albert Einstein (1879–1955), Annus mirabilis 1905)
- 2006: Jahr der Informatik
- 2007: Jahr der Geisteswissenschaften[3]
- 2008: Jahr der Mathematik[4]
- 2009: Forschungsexpedition Deutschland[5] (Internationales Jahr der Astronomie 2009)
- 2010: Zukunft der Energie[6]
- 2011: Gesundheitsforschung[7]
- 2012: Zukunftsprojekt Erde[8]
- 2013: Die demografische Chance[9]
- 2014: Die digitale Gesellschaft[10]
- 2015: Zukunftsstadt[11][12]
- 2016*17: Meere und Ozeane[13]
- 2018: Arbeitswelten der Zukunft[14]
- 2019: Künstliche Intelligenz[15]
- 2020/21: Bioökonomie[16]
- 2022: Nachgefragt![17]
- 2023: Unser Universum[18]
- 2024: Freiheit[19]
- 2025: Zukunftsenergie[20]

## Jahr der Chemie 2003

Logo des Jahrs der Chemie

Das Jahr der Chemie fand 2003 im Jahr des 200. Geburtstages von Justus von Liebig statt.
Das Jahr der Chemie war durch eine große Anzahl von Veranstaltungen geprägt. Zu den Aktivitäten 2003 gehörte die Veranstaltungstrilogie in Berlin, Bochum und Halle an der Saale, der Bildungsgipfel Chemie in Frankfurt am Main, der Wissenschaftssommer Mainz-Wiesbaden. Weitere Attraktionen waren der Truck „Justus“, der bundesweit insbesondere an Schulen zum Experimentieren einlud, und das Motorschiff MS Chemie als Wanderausstellung Chemie an Rhein und Main. Mit mehr als 2000 Veranstaltungen im gesamten Bundesgebiet wurde das Thema Chemie in einer großen Vielfalt präsentiert. Ziel war es die Rolle der Chemie in allen Lebensbereichen zu verdeutlichen, denn die vielen verschiedenen Materialien und Stoffe in unserer Umgebung sind durch chemische Prozesse entstanden. Die Chemie will auch dazu beitragen, Lebensqualität und Umwelt in ein ausgewogenes Gleichgewicht zu bringen.
Viele der Veranstaltungen wurden insbesondere von Schülern besucht. Mit mehr als einer Million Besuchern bei Veranstaltungen im gesamten Bundesgebiet war das „Jahr der Chemie 2003“ das bis dahin erfolgreichste Wissenschaftsjahr. Daraus lassen sich auch die gestiegenen Studienanfängerzahlen im Bereich Chemie ableiten.

## Informatikjahr 2006
Das Wissenschaftsjahr 2006 in Deutschland stand im Zeichen der Informatik und ihrer Anwendungen. Ziel des Informatikjahres war es, das Bewusstsein für die zahlreichen Möglichkeiten der Informatik zu schärfen und die Bedeutung der Informatik als Faktor für die wirtschaftliche Entwicklung Deutschlands zu veranschaulichen.
Die insgesamt 1500 Veranstaltungen fanden in 10 Städten statt. Eine besondere Veranstaltung war der Tag von „Informatik und Motorsport“ anlässlich eines Formel-1-Rennens am Nürburgring. Hierbei erkundeten Schüler am Rand der Rennstrecke, wie Computer in Rennautos und bei Technik und Logistik im Hintergrund wirken. Weitere Highlights waren der Science-Fiction-Autorenwettbewerb, die Aktion „Informatikjahr sucht den Informatikstar“, der Robocup 2006 und die Ausstellung „KunstComputerWerke“ im Zentrum für Kunst und Medientechnologie (ZKM), Karlsruhe.
Anhand der Themen Mobilität, Sicherheit, Gesundheit, Wohnen, Sport, Kommunikation, Kultur und Unterhaltung wurde im Informatikjahr beispielhaft gezeigt, wo und wie sehr die Wissenschaftliche Disziplin der Informatik im Alltag präsent ist.
Das übergreifende Motto des Informatikjahres 2006 war „dank Informatik!“. Dabei sollte die große Bedeutung der Informatik für das tägliche Leben dargestellt werden. Die Bereiche Leben, Wirtschaft und Geschichte standen hierbei im Fokus.
Das Informatikjahr wurde gemeinsam mit der Initiative Wissenschaft im Dialog (WiD) und der Gesellschaft für Informatik (GI) sowie zahlreichen Partnern aus Wissenschaft, Wirtschaft und Kultur durchgeführt. Das Programm des Informatikjahres gestalteten darüber hinaus zahlreiche weitere Partner: Schulen und Universitäten, Unternehmen, Verbände, Stiftungen und Medien.

## Jahr der Geisteswissenschaften 2007
Das Bundesministerium für Bildung und Forschung hat das Wissenschaftsjahr 2007 erstmals den Geisteswissenschaften gewidmet. Unter dem Motto Die Geisteswissenschaften. ABC der Menschheit sollte diese wissenschaftliche Disziplin den Menschen näher gebracht werden. In insgesamt 1064 bundesweiten Veranstaltungen engagierten sich 331 Partner aus der Wissenschaft und Kultur. Mit Wettbewerben, Ausstellungen, Vorträgen, Lesungen und Vorführungen wurde ein Jahr lang dazu eingeladen, Vielfalt und Faszination geisteswissenschaftlicher Forschung in Deutschland zu erleben.
Nachdem sieben Jahre naturwissenschaftliche Disziplinen im Fokus des Wissenschaftsjahres standen, widmete sich das Wissenschaftsjahr 2007 den Geisteswissenschaften in ihrer Vielfalt und ihrer Bedeutung. Themen, Fächer und Methoden wurden in verschiedenen Veranstaltungen den Menschen zugänglich gemacht.
Mit dem „ABC der Menschheit“ wurden 26 Kernbegriffe der Geisteswissenschaften verständlich dargestellt. Auch hier sollte das Spektrum und die Bedeutung der Geisteswissenschaften verdeutlicht werden. Durch großflächige Buchstabeninstallationen im Jahr der Geisteswissenschaften an prominenten Gebäuden in Berlin und anderen deutschen Städten sollten Begriffe wie „Z wie Zukunft“ über „K wie Kommunikation“ bis „E wie Europa“ den Menschen näher gebracht werden. Besonders hervorzuheben ist hierbei die 26 Meter hohe Installation „D wie Demokratie“, die am Marie-Elisabeth-Lüders-Haus des Deutschen Bundestages aufgestellt war.
Als Prominente Botschafter gaben Franka Potente, Bas Böttcher, Manuel Herder, Sasha Waltz, Nicola Leibinger-Kammüller, Rüdiger Safranski und Nadja Uhl dem Jahr der Geisteswissenschaften ein Gesicht.

## Jahr der Mathematik 2008

Logo zum Jahr der Mathematik

Mathematik ist Basis aller Naturwissenschaften und fast jeder technischen Entwicklung. Das Jahr der Mathematik hatte das Motto „Alles, was zählt“ und sollte den Menschen näher bringen, wie stark diese wissenschaftliche Disziplin unsere Lebens- und Arbeitsbereiche durchdringt.
Prominente Botschafter des Jahres waren der mehrfache Kopfrechenweltmeister Gert Mittring, die Mathematikstudentin und Germany’s Next Topmodel 2007, Barbara Meier, der Chefvolkswirt der Deutschen Bank, Norbert Walter, und der ehemalige Trainer des FC Schalke 04, Mirko Slomka.
Ein Ziel des Jahres war die Einbindung von individuellen Akteuren als Mathemacher: Im Vorfeld des Wissenschaftsjahres 2008 startete eine Aktion, die dazu einladen sollte, sich im Jahr der Mathematik zu engagieren. Lehrende an Schulen und Hochschulen, Studierende, Eltern, Mathematiker in Forschungszentren, Betrieben oder Verbänden vermittelten als Botschafter die Begeisterung für die Mathematik, gerade auch an den Nachwuchs. Die Aktionen reichten von Mathematik-AGs über individuelle Mathe-Workshops bis hin zu (kleinen) Veranstaltungen oder Vorträgen zum Thema Mathematik.
Mit dem Mathematikjahr 2008 sollten insbesondere die Schulen erreicht werden: Verschiedene Postermotive unter dem Motto „Du kannst mehr Mathe als du denkst“ sowie die Webseite du-kannst-mathe.de wendeten sich besonders an Jugendliche. Zahlreiche Ausstellungen und Aktionen sowie unterschiedliche Mathematikwettbewerbe richteten sich an Schüler verschiedener Altersstufen. Zusätzlich wurde zum Mathematikjahr ein „Mathekoffer“ mit Schulmaterialien vorgestellt. Die Deutsche Mathematiker-Vereinigung verleiht seit 2008 ihren „Abiturpreis Mathematik“ für alle Gymnasien in Deutschland.

## Forschungsexpedition Deutschland 2009

### Treffpunkt der Wissenschaft
Im Jahre 2009 wurde zehn deutschen Städten der Titel Treffpunkt der Wissenschaft verliehen. Jeder der zehn Treffpunkte stand für ein Forschungsthema von überregionaler Bedeutung. Anhand einer Forschungsfrage sollten die Leistungen, ungelösten Probleme und Perspektiven der jeweiligen Disziplin den Bürgern vermittelt werden. Drei verschiedene (Alters- bzw. Ziel-)Gruppen suchten vor Ort nach einer Antwort auf die jeweilige Forschungsfrage: Schüler im Rahmen eines Rechercheprojekts, Studierende gingen auf Expedition durch die zehn Treffpunkte und hielten ihre Entdeckungen in einem Weblog mit Texten und Videos fest und Experten diskutierten die Forschungsfrage in einer öffentlichen Debatte.
| Stadt                   | Veranstaltungspartner                                                                             | Thema                                                            | Weblinks      |
| ----------------------- | ------------------------------------------------------------------------------------------------- | ---------------------------------------------------------------- | ------------- |
| Aachen                  | RWTH Aachen und Stadt Aachen                                                                      | Energie Leben – Genug LebensEnergie für alle?                    | [ 43 ] [ 44 ] |
| Bremen                  | Haus der Wissenschaft Bremen und Stadt Bremen                                                     | System Erde – Muss Bremen umziehen?                              | [ 45 ]        |
| Darmstadt               | IHK Darmstadt und Stadt Darmstadt                                                                 | Unternehmen Wissenschaft – Wohin wandert Wissen?                 | [ 46 ]        |
| Dresden                 | Senckenberg Naturhistorische Sammlungen Dresden, Leibniz-Institut für ökologische Raumentwicklung | Vielfalt Leben – Welchen Naturraum braucht der Mensch?           | [ 47 ]        |
| Göttingen               | Georg-August-Universität Göttingen und Stadt Göttingen                                            | Perspektive Sprache – Wie schafft Kommunikation Wirklichkeiten?  | [ 48 ]        |
| Heidelberg              | Universitätsklinikum Heidelberg und Stadt Heidelberg                                              | Wunder Mensch – Hat Gesundheit Zukunft?                          | [ 49 ]        |
| Jena                    | Optonet e. V. und Stadt Jena                                                                      | Zukunft Licht – Wie wird aus Licht Zukunft?                      | [ 50 ]        |
| Karlsruhe               | ZKM Karlsruhe, HfG Karlsruhe und Stadt Karlsruhe                                                  | Herausforderung Demokratie – Ist Demokratie gerecht?             | [ 51 ]        |
| Mainz                   | Johannes Gutenberg-Universität Mainz und Stadt Mainz                                              | Zeit Reise – Wie wird man ein Volk?                              | [ 52 ]        |
| Nürnberg/Fürth/Erlangen | Kulturidee GmbH und die Städte Nürnberg, Fürth, Erlangen                                          | Werkstoff Zukunft – Welche neuen Materialien braucht der Mensch? | [ 53 ]        |

### Projekt Science Express

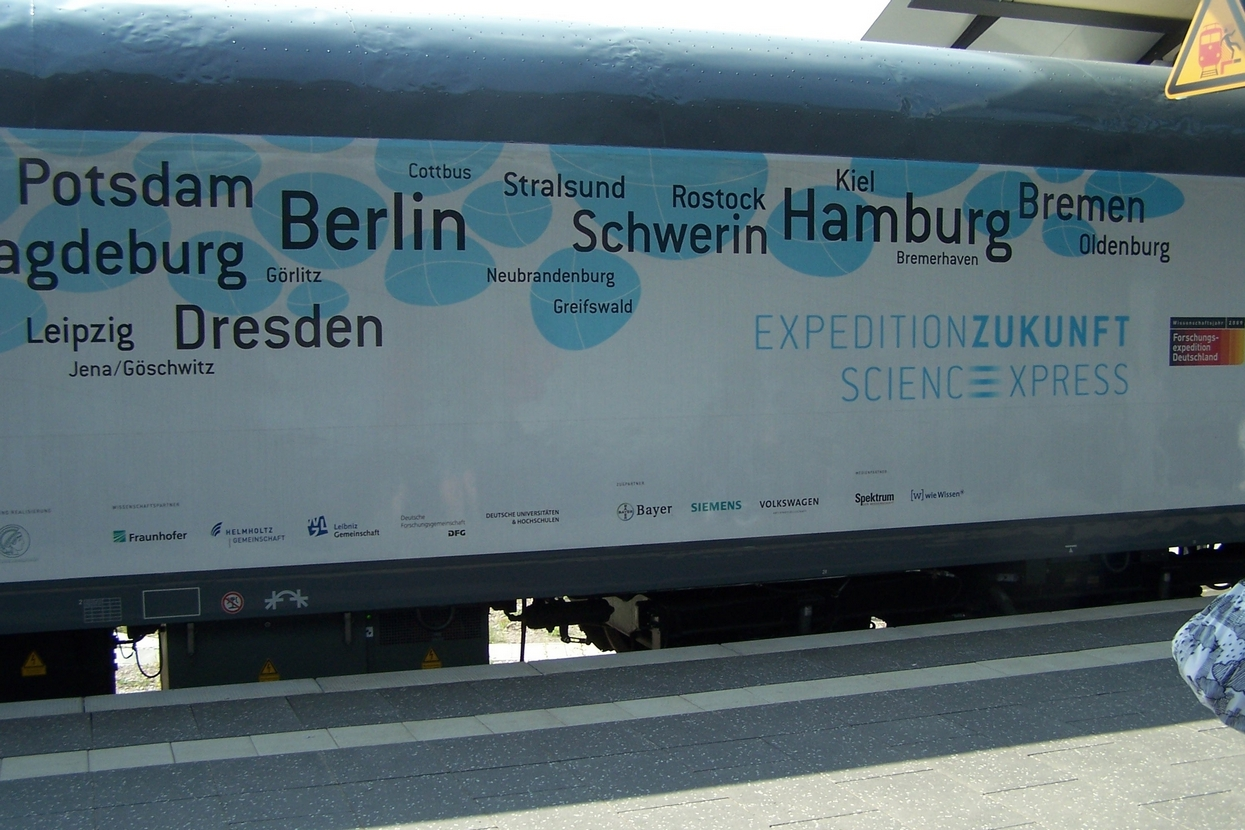
Der Science Express auf Deutschlandtour

Der Ausstellungszug Science Express war ein Hauptprojekt des Wissenschaftsjahres 2009. Die „Expedition Zukunft“ bot in zwölf Wagen genug Platz für eine ganzheitliche Präsentation. Ziel war es, über meist naturwissenschaftliche Forschungsprojekte und wissenschaftliche Arbeitsmethoden zu informieren. Das Ergebnis: 260.000 Besucher, 62 Stationen und über 15.000 zurückgelegte Kilometer.

## 2011: Gesundheitsforschung

Logo vom Wissenschaftsjahr Gesundheitsforschung

Das Wissenschaftsjahr 2011 richtete die Aufmerksamkeit auf die gesellschaftliche und interdisziplinäre Debatte über die Ziele, Herausforderungen und Aktionsfelder moderner Gesundheitsforschung.
Das Gesundheitsverständnis bezog sich dabei auf die Definition der Weltgesundheitsorganisation (WHO): Nicht das Fehlen von Krankheit oder Gebrechen allein mache Gesundsein aus, sondern eine persönliche Verfassung körperlichen, geistigen und sozialen Wohlbefindens. Im Wissenschaftsjahr Gesundheitsforschung standen deshalb nicht allein Diagnose, Behandlung und Heilung von Krankheiten im Mittelpunkt, sondern auch die ethische und gesellschaftliche Dimension von Gesundheit. Zu diesen Themen initiierte das Wissenschaftsjahr Gesundheitsforschung einen Dialog zwischen Zukunft und Gegenwart, Wissenschaft und Gesellschaft, Individuum und Fachwelt.
Zu den thematischen Schwerpunkten des Wissenschaftsjahres gehörten:
- Prävention, Ernährung & Bewegung
- Seltene Erkrankungen
- Versorgungsforschung und Public Health
- Neurologische & psychiatrische Erkrankungen
- Vernachlässigte Krankheiten & globale Kooperation
- Volkskrankheiten
- Individualisierte Medizin
- Infektionskrankheiten
- Krebs
- Atemwegserkrankungen
- Herz-Kreislauf-Erkrankung

Dabei setzte das Wissenschaftsjahr Gesundheitsforschung auf einen breiten Dialog, der Veranstaltungen, öffentliche Diskussionen und das Internet einbezog. Hierfür kamen unterschiedlichste Formate zum Einsatz: Etwa die Tour der MS Wissenschaft, des Ausstellungsschiffs von WiD, das in 35 Städten vor Anker ging, die ScienceStation 2011, die Wissenschaft in deutsche Bahnhöfe trug, das Planspiel „Gesunde Stadt“ für Schüler, die Forschungsbörse, die Wanderausstellung „Es betrifft DICH!“.

## 2012: Zukunftsprojekt Erde

Logo zum Wissenschaftsjahr 2012

Das Wissenschaftsjahr 2012 stand im Zeichen der Forschung für nachhaltige Entwicklungen auf wirtschaftlicher, ökologischer und sozialer Ebene. Im Zentrum standen Themen wie Klimawandel, Bevölkerungswachstum, Biodiversitätsverlust, Bionik, Urbane Landwirtschaft, Megastädte, Biodiversität oder Lichtverschmutzung, wobei Ansätze aus der Umwelt- und Energieforschung, ebenso wie der Wirtschafts- und Geisteswissenschaften berücksichtigt wurden.
Über 1000 Veranstaltungen beschäftigten sich im Rahmen des Wissenschaftsjahres mit den zentralen Fragen: „Wie wollen wir leben?“, „Wie müssen wir wirtschaften?“ und „Wie können wir unsere Umwelt bewahren?“. Beim Thema Nachhaltigkeit sind Städte und Kommunen entscheidende Akteure für die Entwicklung einer nachhaltigen Lebensweise. Deshalb spielten sie auch eine zentrale Rolle im Wissenschaftsjahr 2012 – Zukunftsprojekt Erde. Die Forschung und Wissenschaft kann Ansätze für CO2-neutrale und energieeffizientere Strukturen liefern.
Das Wissenschaftsjahr 2012 – Zukunftsprojekt Erde wird vom Bundesministerium für Bildung und Forschung (BMBF) gemeinsam mit der Initiative Wissenschaft im Dialog (WiD) und weiteren Institutionen aus Wissenschaft, Wirtschaft, Politik und Kultur ausgerichtet. Inhaltlich kooperiert das Wissenschaftsjahr mit dem Rahmenprogramm „Forschung für nachhaltige Entwicklungen“ (FONA). Unter anderem greift das Wissenschaftsjahr die neusten Ergebnisse aus der Forschung für nachhaltige Entwicklungen auf und stellte einzelne FONA-Projekte vor. Das Bundesministerium für Bildung und Forschung fördert im Sinne nachhaltiger Entwicklungen gegenwärtig mehr als 500 internationale Projekte in 62 Ländern auf fünf Kontinenten.

## 2013: Die demografische Chance

Logo zum Wissenschaftsjahr 2013

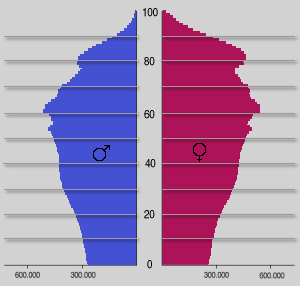
Prognostizierte Altersverteilung für Deutschland im Jahr 2050

Im Fokus des Wissenschaftsjahres 2013 stehen drei Aspekte des demografischen Wandels:
- Steigendes Durchschnittsalter
- Rückläufige Geburtenzahl
- Wachsende kulturelle Vielfalt

Die Kernfrage des Wissenschaftsjahres lautete: Wie wird bei dieser demografischen Entwicklung die Innovationsfähigkeit erhalten? Unter dem Motto „Wir leben länger. Wir werden weniger. Wir werden vielfältiger“ wurden im Wissenschaftsjahr 2013 – Die demografische Chance diese Herausforderungen in drei Handlungsfelder umrissen.
Zu den thematischen Schwerpunkten gehörten folgende Fragestellungen:
- Alter: Was heißt „älter“? Wie alt ist „alt“? Wie kann Lernen im hohen Alter ermöglicht werden?
- Gesundheit:  Unter welchen Voraussetzungen ist Gesundheit bis ins hohe Alter möglich? Welche Rolle spielen dabei technische Unterstützungssysteme?
- Gesundheits- und Krankenpflege: Wie wird die Pflege künftig gestaltet? Wie lassen sich Pflegekonzepte in vertrauter Umgebung realisieren?
- Bevölkerungsentwicklung: Stimmen die Prognosemodelle[65] der Forschung und Wissenschaft? Wie wird Wohlstand und Lebensqualität gemessen? Ist eine niedrige Geburtenrate problematisch, wenn alle Bildungspotenziale gehoben werden?
- Innovationsfähigkeit: Wie wird lebenslanges Lernen in den Unternehmen gesichert? Wie muss sich die Arbeitswelt an die demografischen Entwicklungen anpassen? Wie wird die Innovationskraft Deutschlands[66] gestärkt?
- Lebensführung: Welche Lebensphasen wird es künftig geben? Wie wirkt sich mehr kulturelle Vielfalt auf die Gesellschaft aus?

## 2014: Die digitale Gesellschaft

Logo zum Wissenschaftsjahr 2014

Das Wissenschaftsjahr 2014 – Die digitale Gesellschaft sollte die Rolle von Wissenschaft und Forschung im digitalen Wandel aufzeigen und widmete sich den Auswirkungen der digitalen Revolution. Wie sich die Gesellschaft durch die Digitalisierung verändern wird, war eine zentrale Fragestellung im Wissenschaftsjahr 2014. Dabei wurden inhaltlich drei Schwerpunkte gesetzt:
- Das digitale Wir: Wie verändert sich unsere Identität? Wie sichern wir unsere Privatsphäre? Wie gehen wir miteinander um?
- Die digitale Wirtschaft: Wie verändert sich die Wirtschaft? Wie machen wir uns fit für die Arbeitswelt? Wie machen wir digital Karriere?
- Das digitale Wissen: Wie lernen wir in Zukunft? Wie gehen wir mit der Informationsflut um? Wie verändert sich unser Wissen?

Zahlreiche Veranstaltungen begleiteten das „Wissenschaftsjahr 2014 – Die Digitale Gesellschaft“. An Bord der MS Wissenschaft konnten die Besucher beispielsweise eine Ausstellung mit knapp 40 Exponaten erkunden.

## 2015: Zukunftsstadt

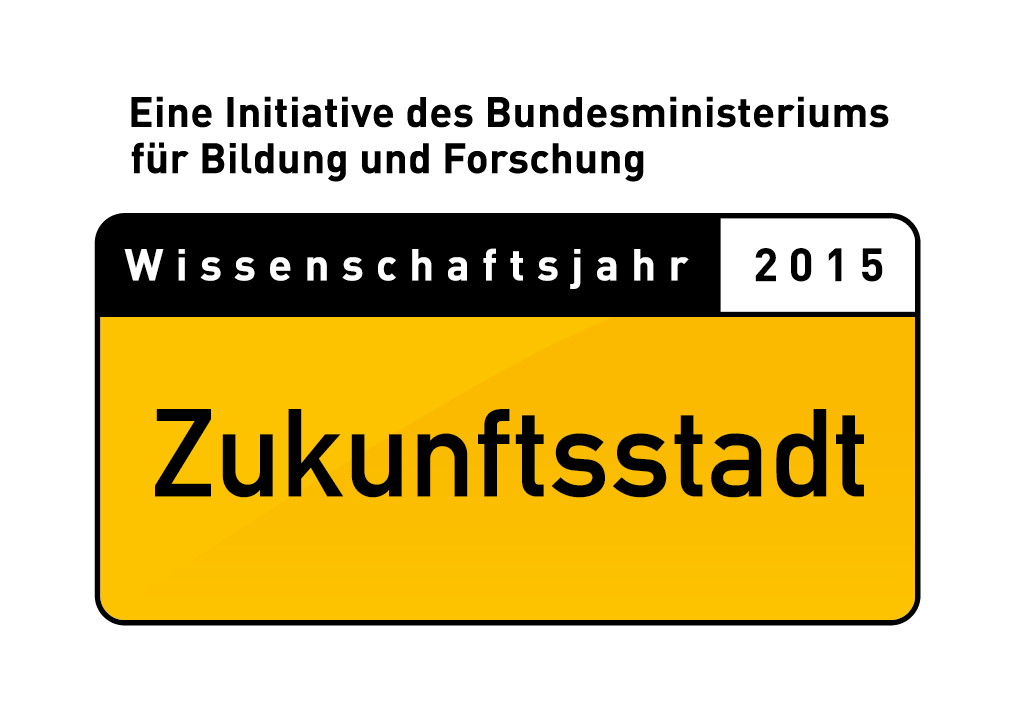
Logo zum Wissenschaftsjahr 2015

Das Wissenschaftsjahr 2015 steht im Zeichen der Zukunftsstadt: Städte sind der zentrale Ort für die Entwicklung einer nachhaltigen Lebensweise. Dort leben in Deutschland bereits zwei von drei Menschen, werden drei Viertel der Energie verbraucht und 70 Prozent der anthropogenen Treibhausgase emittiert. Die Einwohner sind für die Umsetzung einer nachhaltigen Stadtentwicklung die entscheidenden Akteure, die Stadt ist ihr Lebensmittelpunkt.
Zu den thematischen Schwerpunkten des Wissenschaftsjahres gehören:
- Energie, Klima & Ressourcen
- (Selbst-)Versorgung in Stadt & Land
- Innenstadt
- Quartiere, Stadtteile & Gebäude
- Mobilität & Infrastrukturen
- Zusammenleben in Stadt & Land

## 2016*17: Meere und Ozeane
Das Wissenschaftsjahr in den Jahren 2016*2017 findet erstmals über den Zeitraum von zwei Kalenderjahren statt und steht unter dem Motto „Meere und Ozeane: Entdecken, Nutzen, Schützen“. Es widmet sich einem Teil des Planeten, der sich über 71 Prozent der Erdoberfläche erstreckt und in weiten Teilen noch unerforscht ist. Ein wichtiger Aspekt des Themas ist der Schutz der Meere vor den Auswirkungen von Klimawandel, Rohstoffabbau und Vermüllung. Das Wissenschaftsjahr soll eine Debatte darüber anstoßen, in welchem Ausmaß die Ressourcen des Meeres genutzt werden können und wie der Gefährdung des Lebensraums Meer durch Mikroplastik, Erwärmung und Versauerung begegnet werden kann. Ein weiterer Schwerpunkt ist die gesellschaftliche Bedeutung der Meere und Küstenregionen als Kulturräume, Sehnsuchtsorte und Reiseziele.
Mitgestaltet wird das Wissenschaftsjahr der Meere und Ozeane vom Referat „System Erde“, welches sich im BMBF mit der Küsten-, Meeres- und Polarforschung befasst. Im Rahmen des Wissenschaftsjahres erstellte die Wissenschaftsjournalistin Marie Heidenreich mehrere interaktive Webreportagen, die Einblicke in die deutsche Meeresforschung geben.

## 2018: Arbeitswelten der Zukunft
Das Wissenschaftsjahr 2018 widmet sich dem Thema Arbeitswelten der Zukunft. Durch die Digitalisierung, alternative Arbeitsmodelle und die Entwicklung künstlicher Intelligenz stehen Forschung und Zivilgesellschaft vor neuen Chancen und Herausforderungen: Wie werden die Menschen in Zukunft arbeiten? Wie machen sie sich fit dafür? Und welche Rolle spielen Wissenschaft und Forschung bei der Gestaltung ebendieser neuen Arbeitswelten? Das Wissenschaftsjahr 2018 zeigt, welchen Einfluss soziale und technische Innovationen auf die Arbeitswelten von morgen haben – und wie diese nicht nur den Arbeitsalltag verändern, sondern auch neue Maßstäbe im gesellschaftspolitischen Dialog setzen. "Erleben. Erlernen. Gestalten." – unter diesem Motto werden Bürgerinnen und Bürger im Wissenschaftsjahr 2018 dazu aufgerufen mitzumachen, Fragen zu stellen und gemeinsam Lösungsansätze zu finden.

## 2019: Künstliche Intelligenz
Thema des Wissenschaftsjahrs 2019 ist Künstliche Intelligenz, von selbstständig lernenden Computersysteme und Maschinen bis zu Robotern. Schwerpunkte sind dabei fünf Themenfelder: Grundlagen und Gesellschaft, Mobilität und Arbeit, Umwelt und Nachhaltigkeit, Gesundheit und Medizin sowie Bildung und Kultur.

## 2020/21: „Bioökonomie“
Thema des Wissenschaftsjahres 2020 ist Bioökonomie.

## 2022: „Nachgefragt!“
Unter dem Motto „Ideenlauf“ wurden online interaktiv zehn Fragen beantwortet.

## 2023: „Unser Universum“
Das Wissenschaftsjahr 2023 behandelte Themen im Zusammenhang zum Universum wie z. B. Raumfahrt und Astronomie.

## 2024: „Freiheit“
Das Wissenschaftsjahr 2024 befasst sich mit Begriff und Thema Freiheit.